# NGC 6984
NGC 6984 este o galaxie spirală situată în constelația Indianul. A fost descoperită în 1834 de către John Herschel. Se află la o distanță de 50,35 de megaparseci de Pământ.